# Віктор Балаге

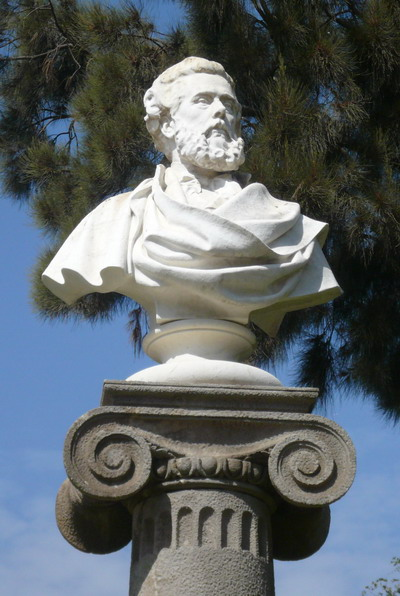
Бюст Віктора Балаге у парку Парк-да-ла-Сьютаделя, Барселона

Ві́ктор Балаге́ (кат. Víctor Balaguer; 11 грудня 1824, Барселона — 14 січня 1901, Мадрид) — каталонський та іспанський політик і письменник.

## Життєпис
Народився у Барселоні 11 грудня 1824 року, отримав освіту в університеті рідного міста.
Його перший драматичний твір «Пепін горбатий» (ісп. Pepín el jorobado) був поставлений у театрі, коли Віктору Балаге було лише чотирнадцять років. У дев'ятнадцять років його було відзначено після постановки другої п'єси «Дон Енріке великодушний» (ісп. Don Enrique el Dadivoso).
З 1843 до 1868 рік Віктор Балаге був керівником Ліберальної партії в Барселоні, і як власник та редактор часопису «Ал-Кунсальє» (кат. El Conseller) багато зробив для зростання почуття патріотизму каталонців.
У 1857 р. Віктор Балаге написав свій перший вірш каталанською мовою, який присвятив Св. Діві Монсарратській. З того часу Віктор Балаге використовував творчий псевдонім «Трубадур з Монсаррату» (кат. Lo Trovador de Montserrat). У 1859 р. він допоміг відновити літературний конкурс «Квіткові ігри».
Віктор Балаге є одним з визначних істориків Каталонії — у 1860 р. іспанською мовою ним був написаний перший том «Історії Каталонії та Арагонського королівства» (ісп. Historia de Cataluña y de la Corona de Aragón), другий том вийшов друком у 1886 р.
Віктор Балаге певний час мешкав у Мадриді, де професійно займався політикою. У 1867 р. він виїхав на еміграцію до Провансу, у Францію, де познайомився з Фрідеріком Містралем, брав участь у русі фелібрів (літературний рух на підтримку відродження окситанської літератури та культури) і навіть обійняв посаду віце-президента в організації фелібрів.
Після висилки королеви Ізабелли II Іспанської, Віктор Балаге повернувся до Іспанії, став депутатом іспанського парламенту від міста Манреза, а у 1871–1872 р.р. був призначений спочатку міністром колоній іспанського уряду, а потім міністром фінансів. Пізніше обіймав посади віце-президента конгресу, згодом був сенатором.
Помер у Мадриді 14 січня 1901 р.

## Творча спадщина

### П'єси іспанською мовою
- Pepín el Jorobado o el hijo de Carlomagno (1838 р.)
- Enrique el Dadivoso (1847 р.)
- Juan de Padilla (1848 р.)
- Vifredo el Velloso (1849 р.)

### Студії та есеї іспанською мовою
- Bellezas de la historia de Cataluña: Lecciones pronunciadas en la Sociedad Filármónica [Архівовано 7 березня 2016 у Wayback Machine.] (1853 р.)
- Historia de Cataluña y de la Corona de Aragón (1860—1863 р.р.) Tom I (1860 р.) [Архівовано 23 березня 2016 у Wayback Machine.]
- Las calles de Barcelona (1865 р.)
- Historia política y literaria de los trobadores (1878-79 р.р.)
- Instituciones y reyes de Aragón (1896 р.)
- La libertad constitucional (1857 р.)
- Memorias de un constituyente (1868 р.)
- El Regionalismo y los Juegos Florales (1897 р.)

### Поезії та п'єси каталанською мовою
- Los trobadors moderns (1859 р.)
- Lo trobador de Montserrat (1861 р.)
- Esperances i records (1866 р.)
- Don Joan de Serrallonga (1868 р.)
- Los Pirineus (1893 р.)